# Llengües de São Tomé i Príncipe

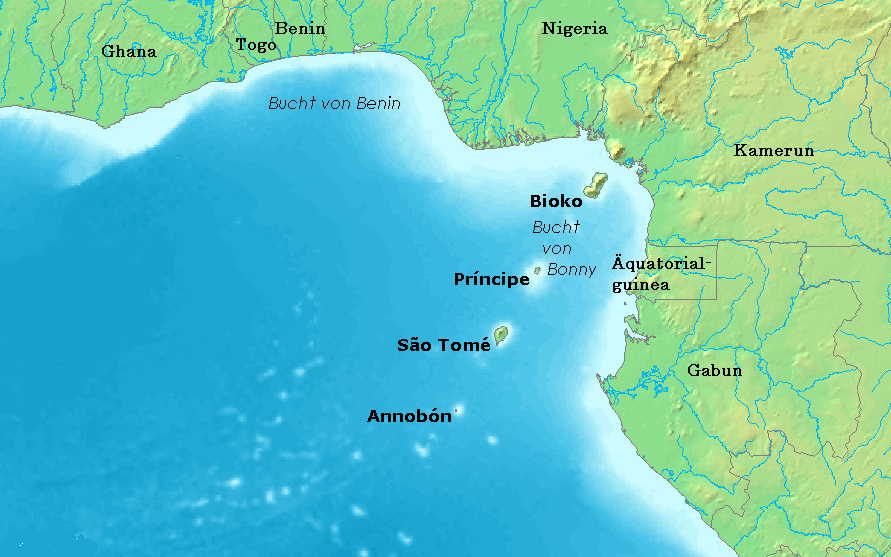
Les illes de São Tomé i Príncipe al Golf de Guinea

Aquest és un article sobre les llengües de São Tomé i Príncipe, una república d'Àfrica equatorial que ha estat una antiga colònia de l'Imperi Portuguès. São Tomé i Príncipe té com a llengua oficial i nacional el portuguès, que és parlat virtualment per tota la població. També s'hi parlen variants locals de criolls portuguesos com el forro, l'angolar i el principense. El crioll capverdià, que també és un crioll portuguès, també és força parlat al país. Són parlats també el portuguès dels Tongues i resquicis de llengües del grup bantu. Actualment també hi són força parlats el francès i l'anglès.

## Portuguès
El dialecte del portuguès parlat a São Tomé i Príncipe guàrdia moltes característiques del portuguès arcaic en la pronúncia, en el lèxic i fins a en la construcció sintàctica. Era la llengua parlada per la població culta, per la classe mitjana i pels amos de propietats. La seva pronúncia, gramàtica i sintaxi són similars als del portuguès brasiler. Actualment, és el portuguès parlat per la població en general, mentre que la classe política i l'alta societat usen el portuguès europeu padrão, la majoria de les vegades après durant els estudis fets a Portugal.

## Llengües criolles
Les llengües criolles van sorgir a partir del contacte entre els colonitzadors portuguesos i els esclaus africans. Actualment al país són parlats quatre criolls portuguesos: el forro, l'angolar, el principense i el crioll capverdià, que són àmpliament usats per la població.

### Forro
El forro o são-tomense com és conegut localment és la llengua materna de la majoria dels habitants de São Tomé i Príncipe i és parlat pel 36,2% dels habitants, principalment per la població de l'illa de São Tomé. Aquest crioll e va estabilitzar a la fi del segle xvii, quan va disminuir el flux d'esclaus, assolint una forma molt pròxima de l'actual. Durant el primer segle els esclaus eren duts principalment de Benín on es parlaven les llengües kwa. Posteriorment va rebre influències del kikongo parlat pels esclaus vinguts del riu Congo.

### Angolar
L'angolar, encara que menys parlat, és una altra llengua criolla que també subsisteix a l'illa de São Tomé. ÉS parlat pel 6,6% de la població de São Tomé i Príncipe. La comunitat angolar va ser formada per esclaus fugitius del segle xvi. El crioll parlat per les primeres generacions d'angolaes va sofrir probablement una relexificació a mesura que la comunitat rebia nous esclaus fugitius parlants de llengües d'origen bantu, com el kimbundu, l'edo i el kikongo.

### Principense
El principense és un crioll parlat a l'illa de Príncipe. Actualment és parlat al país solament per l'1% de la població. Presenta grans afinitats amb el forro, no només per l'origen saotomenc dels primers esclaus la llengua dels quals va servir de model als esclaus posteriorment importats, sinó també per la coincidència del substrat lingüístic originari del bantu i kwa.

### Crioll capverdià
Malgrat de no ser una llengua criolla autòctona de São Tomé i Príncipe el crioll capverdià, un dels criolls portuguesos de l'Alta Guinea és parlat pel 8,5% de la població del país. Aquest crioll va ser dut al país pels milers de capverdians que van emigrar-hi durant el segle XX per a treballar en l'agricultura.
El crioll cap-verdià va tenir una forta implantació i avui encara és parlat arreu de l'arxipèlag, sent la llengua dominant en diverses indrets i a l'illa de Príncipe. Actualment encara no hi ha estudis sobre les particularitats d'aquest crioll en l'espai geogràfic de São Tomé i Príncipe.

## Altres llengües

### Llengües africanes
Al contrari del crioll de Cap Verd, les llengües del continent africà tendeixen a desaparèixer ràpidament
de les illes, perquè en la majoria de les vegades no es produeix la transmissió de generació en generació. Actualment la fang, una llengua bantu, és parlat per 13.000 persones a São Tomé i Príncipe.

### Llengües europees
En São Tomé e Príncipe també són parlades altres llengües com el francès que és dominada pel 6,8% de la població i l'anglès pel 4,9%, i són les llengües estrangeres ensenyades a les escoles de São Tomé e Príncipe.